# Crocus biflorus
Lo zafferano selvatico (Crocus biflorus Miller, 1768) è una pianta erbacea, perenne, appartenente alla famiglia delle Iridaceae, tipica nella sua precoce fioritura primaverile.

## Etimologia
Il nome del genere (Crocus) deriva dal greco Kròkos, che significa “filo di tessuto” e si riferisce ai lunghi stigmi ben visibili nella specie più conosciuta (e coltivata) di questo genere (Crocus sativus). Mentre L'epiteto specifico (biflorus) deriva dal fatto che spesso si presenta con una doppia infiorescenza (anche su fusti separati).

Il nome scientifico di questa pianta è stato definito dal botanico scozzese Philip Miller (Chelsea, 1691 – Chelsea, 1771) nel 1768.

In tedesco questo fiore si chiama Zweiblütiger Safran oppure Zweiblütiger Krokus; mentre in francese si chiama Crocus à deux fleurs; mentre in inglese si chiama Silvery Crocus.

## Descrizione
L'altezza della pianta varia da 12 a 20 cm. La forma biologica è geofita bulbosa (G bulb), ossia sono piante perenni erbacee che portano le gemme in posizione sotterranea. Durante la stagione avversa non presentano organi aerei e le gemme si trovano in organi sotterranei chiamati bulbi (organo di riserva che annualmente produce nuovi fusti, foglie e fiori).

### Radici
Le radici sono del tipo fascicolato e si generano alla base del bulbo.

### Fusto
- Parte ipogea: la parte sotterranea del fusto consiste in un bulbo ovale, interamente avvolto in tuniche cartacee bruno-ferruginose; nella parte superiore le fibre sono sottili (0,1 mm) e sono disposte in modo reticolato.
- Parte epigea: la parte aerea è un breve (o pressoché nullo) scapo cilindrico portante direttamente il fiore. Dimensione del bulbo : 1,5 – 2 cm.

### Foglie
Sono presenti solamente delle lunghe foglie basali (o radicali) originate direttamente dal bulbo sotterraneo; il loro numero va da 3 a 7; hanno una forma lineare-laminata ma sottile con una linea longitudinale e centrale più chiara (è una scanalatura); la pagina superiore è colorata di verde scuro, quella inferiore è biancastra; il bordo è lievemente revoluto, mentre le parti terminali sono arcuate e rivolte verso il basso. Sono presenti anche delle foglie inferiori (2-3), ma generalmente sono ridotte a delle guaine biancastre. Larghezza della lamina delle foglie: 1 – 2 mm. In lunghezza possono superare (di poco) i fiori.

### Infiorescenza
L'infiorescenza è formata da un unico fiore (raramente anche 2 - 5), non sono odorosi e sono avvolti in due-tre spate membranose. La forma è quella di un tubo eretto e molto lungo che nella parte terminale si apre con 6 segmenti (tepali). Dimensione delle spate : 6 – 9 mm.

### Fiori
La struttura del fiore è quella tipica delle monocotiledoni: un perigonio con tre doppi tepali di tipo corollino (o petaloideo) e di colore generalmente bianco (o lillacino molto chiaro) con all'esterno 3 – 5 venature screziate, scure e longitudinali, mentre all'interno le fauci sono colorate di giallo. Sono inoltre ermafroditi, attinomorfi, tetraciclici (con 4 verticilli: due verticilli del perigonio – androceo – gineceo) e trimeri (i verticilli sono composti da tre parti). La lunghezza del solo fiore è tra i 20 e 40 mm.
- Formula fiorale:

* P 3+3, A 3, G (3) (ovario infero)
- Perigonio: il perigonio è di tipo petaloide ed è formato da un lungo tubo terminante con due verticilli: tre tepali esterni e tre tepali interni tutti eretti; i tepali sono tutti più o meno uguali (quelli interni sono lievemente più corti) e sono di forma spatolata, concava, ristretto-oblunga e arrotondata all'apice. Dimensione dei tepali: larghezza 15 – 17 mm; lunghezza 30 – 35 mm.
- Androceo: gli stami, con filamenti pelosi, sono 3 direttamente inseriti sul perigonio; sono più brevi dei tepali, sono liberi e divisi a ventaglio. Le antere sono aranciate. Lunghezza delle antere : 8 – 10 mm (i filamenti sono lungi la metà).
- Gineceo: l'ovario è a 3 loculi formato da tre carpelli concresciuti; è inoltre infero in una posizione molto bassa rispetto al perigonio e quindi è nascosto dalle foglie (e a volte è sotterraneo); lo stilo è filiforme, trifido (3 stigmi) con delle branche intere o forcute, in tutti i casi finemente suddivise; gli stigmi in particolare sono allargati ad imbuto (o trombetta) e all'apice sono crenato-denticolati e di colore rosso-aranciato a forma lobata.
- Fioritura: la fioritura è primaverile (da febbraio ad aprile); nelle zone calde può fiorire già in dicembre.
- Impollinazione: l'impollinazione è entomogama.

### Frutti
Il frutto è una capsula loculicida oblunga formata da tre valve (capsula triloculare). I semi contenuti nel frutto sono molto numerosi e di forma globulare.

## Distribuzione e habitat
- Geoelemento: il tipo corologico (area di origine) è Nord Est Mediterraneo (Turanico) ma anche Sud Est Asiatico
- Diffusione: in Italia questo fiore è presente su tutto il territorio ma in modo discontinuo (manca sul versante adriatico) ed è raro; è presente in Sicilia ma assente in Sardegna. Sulle Alpi si trova nelle province di CN, BG, BS e TN; saltuariamente nelle altre zone. Nel resto dell'Europa è presente soprattutto sui Monti Balcani, Turchia europea e quindi oltre fino alla Georgia e Iran.
- Habitat: si trova sui prati e pascoli aridi; ma anche praterie rase del piano collinare e in parte quello subalpino e nei querceti sub-mediterranei. Il substrato preferito è calcareo con pH basico e medi valori nutrizionali del terreno che deve essere secco.
- Diffusione altitudinale: sui rilievi si trova dal piano fino a 1200 m s.l.m., e quindi frequenta soprattutto il piano vegetazionale collinare.

## Fitosociologia
Dal punto di vista fitosociologico la specie di questa scheda appartiene alla seguente comunità vegetale:
Formazione : comunità a emicriptofite e camefite delle praterie rase magre secche
Classe : Festuco-Brometea

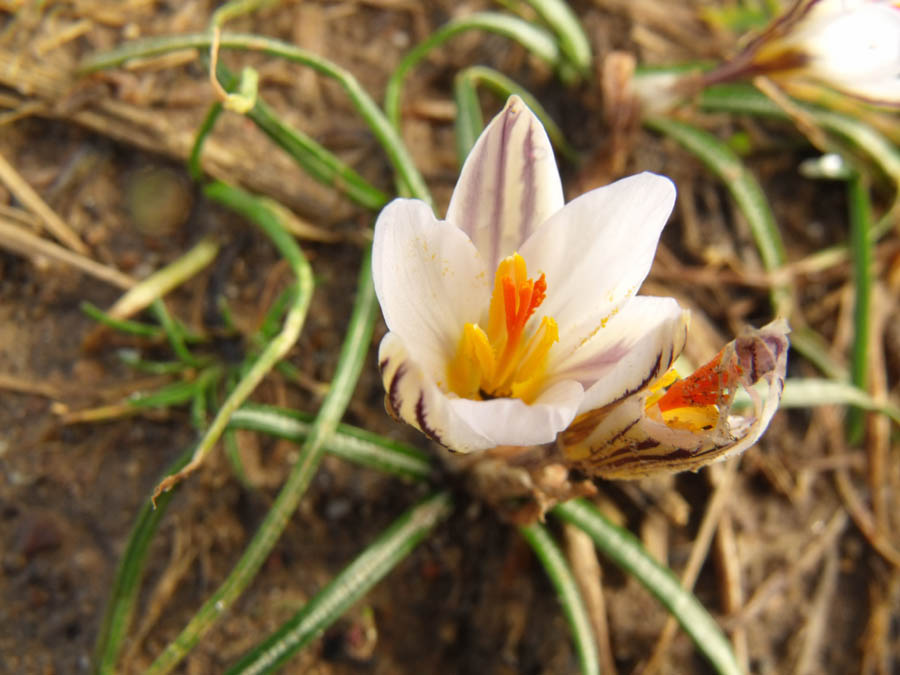
Crocus biflorus in Toscana
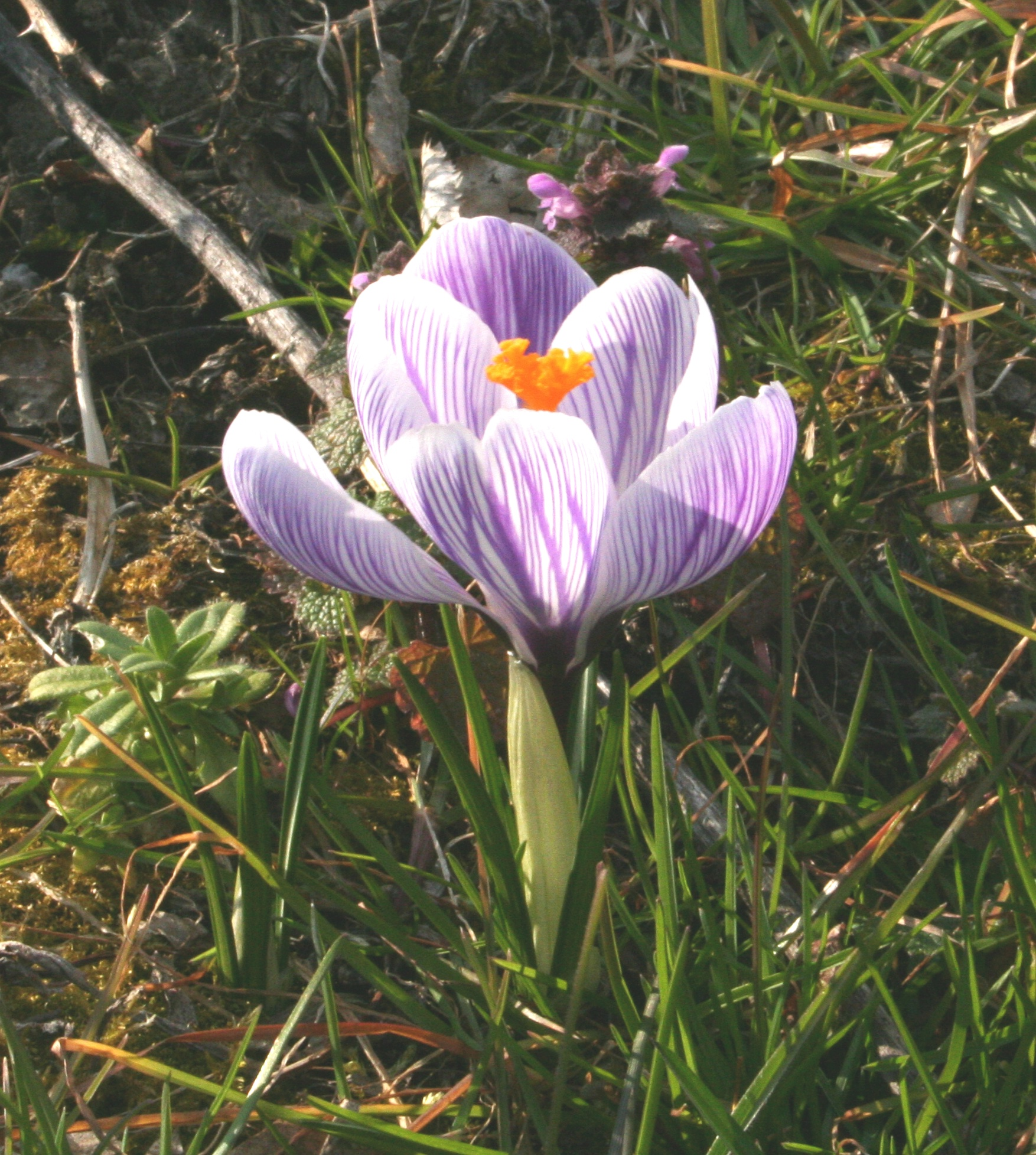
Crocus biflorus in pascoli di Belluno

## Tassonomia
La famiglia delle Iridaceae comprende un gruppo abbastanza omogeneo di piante con una ottantina di generi e circa 1000-1500 specie (il numero dipende dalle varie classificazioni), mentre il genere Crocus comprende circa 80 specie di cui una trentina sono coltivate e 15 sono presenti nella flora spontanea italiana.

### Variabilità
Questo genere, e quindi anche il fiore di questa scheda si presenta con una estrema variabilità citologica (morfologia e struttura interna delle cellule), questo a causa dell'alto numero dei cromosomi (fenomeno della poliploidia). Ciò determina un alto grado di segregazione di specie locali (gruppi di individui isolati geograficamente possono evolvere rapidamente in forme più o meno diverse) e quindi in definitiva a vari problemi di sistematizzazione e classificazione.

La specie della presente scheda, ad esempio, è molto instabile nel colore e nella forma e dimensione dei tepali. Al sud della nostra penisola (Sicilia) sono stati trovati individui con tuniche smembrate e con perigonio più grande del normale. Da studi fatti sono stati rilevati diverse serie (fino a 6) di numeri cromosomici (da 2n = 8 a 2n = 22) che sembrano indicare stirpi diverse, ma soprattutto rende verosimile la segregazione di stirpi locali. Questo è anche dimostrato dal fatto che diverse specie del genere Crocus sono abbastanza simili tra di loro: oltre alle due citate nel paragrafo “Specie simili” (Crocus weldeni Baker e Crocus reticulatus Steven), ricordiamo il Crocus imperati Ten. - Zafferano d'Imperato e il Crocus suaveolens Bertol. - Zafferano profumato.

Qui di seguito è indicata una sottospecie del Crocus biflorus :
- Crocus biflorus Miller subsp. nubigena Mathew

### Sinonimi
La specie di questa scheda, in altri testi, può essere chiamata con nomi diversi. L'elenco che segue indica alcuni tra i sinonimi più frequenti:
- Crocus adamii J.Gay
- Crocus alexandri Nicic ex Velen.
- Crocus annulatus Herb.
- Crocus argenteus Sabine
- Crocus circumscissus Haw.
- Crocus italicus Gaudin
- Crocus lineatus Jan
- Crocus minimus Hook., non DC.
- Crocus pestalozzae Boiss.
- Crocus praecox Haw.
- Crocus pusillus Ten.
- Crocus tauricus (Trautv.) Puring
- Crocus weldenii Hoppe & Fürnr.

### Specie simili
- Crocus weldeni Baker – Zafferano di Welden: questa specie si distingue da quella della presente scheda in quanto è priva di chiazze gialle alla base dei tepali e i fiori sono più piccoli; comunque la sua presenza, sulla nostra penisola, è localizzata alla sola zona di Trieste.
- Crocus reticulatus Steven – Zafferano triestino: si distingue in quanto è sempre a fiore singolo, ma soprattutto per le tuniche del bulbo che sono vistosamente reticolate (maglie con fibre grosse fino a 0,3 mm). Anche questa specie è presente solo all'estremo est della penisola italiana (Carso Triestino) e forse in alcune zone del centro Italia.

## Usi

### Farmacia
Gli stimmi (come in altre specie del genere) sono usati nella medicina popolare per le loro proprietà quali quella tonica (rafforza l'organismo in generale), emmenagoga (regola il flusso mestruale) e stimolante (rinvigorisce e attiva il sistema nervoso e vascolare).